# Таракчиев, Акун
Акун Таракчиев (кирг. Ахун Тарыхчиев; 1903 год, село Кыргыз-Гава — 1992 год) — председатель колхоза «Киргиз-Гава» Ачинского района Джалал-Абадской области, Киргизская ССР. Герой Социалистического Труда (1948).

## Биография
Родился в 1903 году в крестьянской семье в селе Кыргыз-Гава (ныне — Базар-Коргонский район Джалал-Абадской области).
Принимал активное участие в колхозном движении. Одним из первых вступил в колхоз имени Энгельса Ачинского района. В 1930 году избран председателем этого же колхоза. В 1939 году вступил в ВКП(б).
Вывел колхоз в число передовых сельскохозяйственных предприятий Джалал-Абадской области. Указом Президиума Верховного Совета СССР от 15 сентября 1948 года «за получение в 1947 году высокой продуктивности животноводства» удостоен звания Героя Социалистического Труда с вручением Ордена Ленина и золотой медали Серп и Молот.
Проживал в родном селе.
Скончался в 1992 году.